# 비트부르크

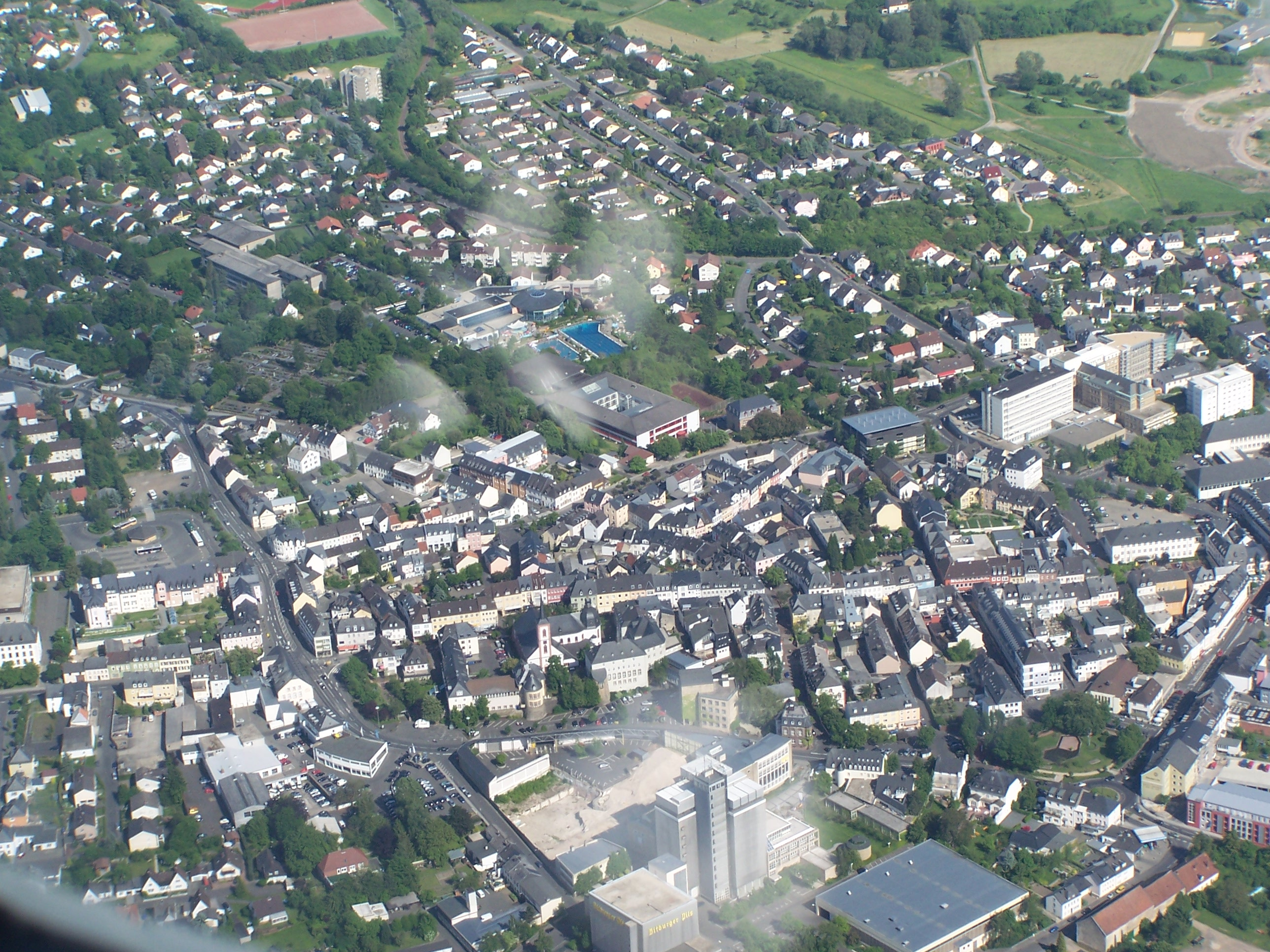
비트부르크

비트부르크(Bitburg)는 독일 라인란트팔츠주의 도시로, 인구는 12,773명이다.

## 1985년 비트부르크 논란
1985년 미국 레이건 대통령이 비트부르크 국립묘지를 참배했다. 일본의 야스쿠니 신사와 같은 곳으로서, 2차대전의 나치 독일의 독일군묘지이며. 다수의 나치 친위대 고위장교들이 매장되어 있었다.
1984년 서독 헬무트 콜 총리는 백악관을 방문하여, 미국 레이건 대통령에게 비트부르크 묘지 참배를 건의했다. 1985년 독일 본에서 개최된 G7 정상회담을 위해 방문한 레이건 대통령이 콜 총리와 함께 비트부르크 묘지에 헌화했다. 레이건 대통령은 Kolmeshöhe Cemetery에서 겨우 8분간 있었으며 간단히 헌화만 하고 나갔다.
당시 미국에서는, 히틀러 장병들의 묘지에 대한 참배에 대해 큰 비판이 일어났다. 홀로코스트의 희생자들도 크게 비판하였다.